# Brian Jones
Brian Jones (Cheltenham, 28. veljače 1942. – Hartford, Sussex, 3. srpnja 1969.), britanski glazbenik, član sastava "Rolling Stones" 
Bio je neslužbeni vođa "Rolling Stones-a" i njen eksperimentator. O Brianu Jonesu članovi grupe su govorili da je jedan od onih ljudi koji su divni na jedan način, a tako užasni na drugi. Kao da je namjerno srljao u smrt. Bila je uobičajena pojava da zbog prekomjernog konzumiranja narkotika završava u bolnici, a dva je puta bio hospitaliziran zbog sloma živaca. Astma ga je dotukla. Više nije mogao nastupati, umislio si je da nema talenta i da su svi u grupi protiv njega.
Nađen je ujutro 3. srpnja 1969. godine kako mrtav pluta po svom bazenu. Uzroci smrti nisu nikad dovoljno razjašnjeni. U posljednjem razgovoru sa svojim roditeljima Jones je rekao: "Ne sudite prestrogo o meni", a ta rečenica sada je epitaf na njegovom nadgrobnom spomeniku.